# Irène Joliot-Curie
Irène Joliot-Curie (tiếng Pháp: [iʁɛn ʒoljokyʁi] ⓘ phiên âm tiếng Việt: I-rê-na Giô-li-ốt Quy-ri (Ngày 12 tháng 9 năm 1897-Ngày 17 tháng 3 năm 1956) là một nhà hóa học và nhà vật lý học người Pháp. Cùng với hôn phu của mình là Frédéric Joliot-Curie, công trình về sự phát xạ nhân tạo của họ đã được trao giải Nobel về Hóa học vào năm 1935.

## Tiểu sử
Irène Curie sinh 12 tháng 9 năm 1897 tại Paris. Bà là con gái lớn của vợ chồng nhà vật lí, nhà hóa học nổi tiếng Marie Curie và Pierre .
Năm 1918, sau khi tốt nghiệp trung học, bà gia nhập Viện Nghiên cứu Radium và trở thành phụ tá cho mẹ mình. Chính trong khoảng thời gian này, bà đã gặp Frédéric Joliot- nghiên cứu sinh tại Collège de France. Họ kết hôn năm 1926 và có hai người con là Hélène Langevin-Joliot sinh năm 1927 và Pierre Joliot-Curie sinh năm 1932.
Họ làm việc cùng nhau trong các công trình về phóng xạ tự nhiên và nhân tạo, sự biến tố và vật lý hạt nhân. Công trình của họ về sự va chạm của các hạt neutron vào hạt nhân các nguyên tố nặng chính là một bước quan trọng trong quá trình tìm ra phản ứng phân hạch hạt nhân.

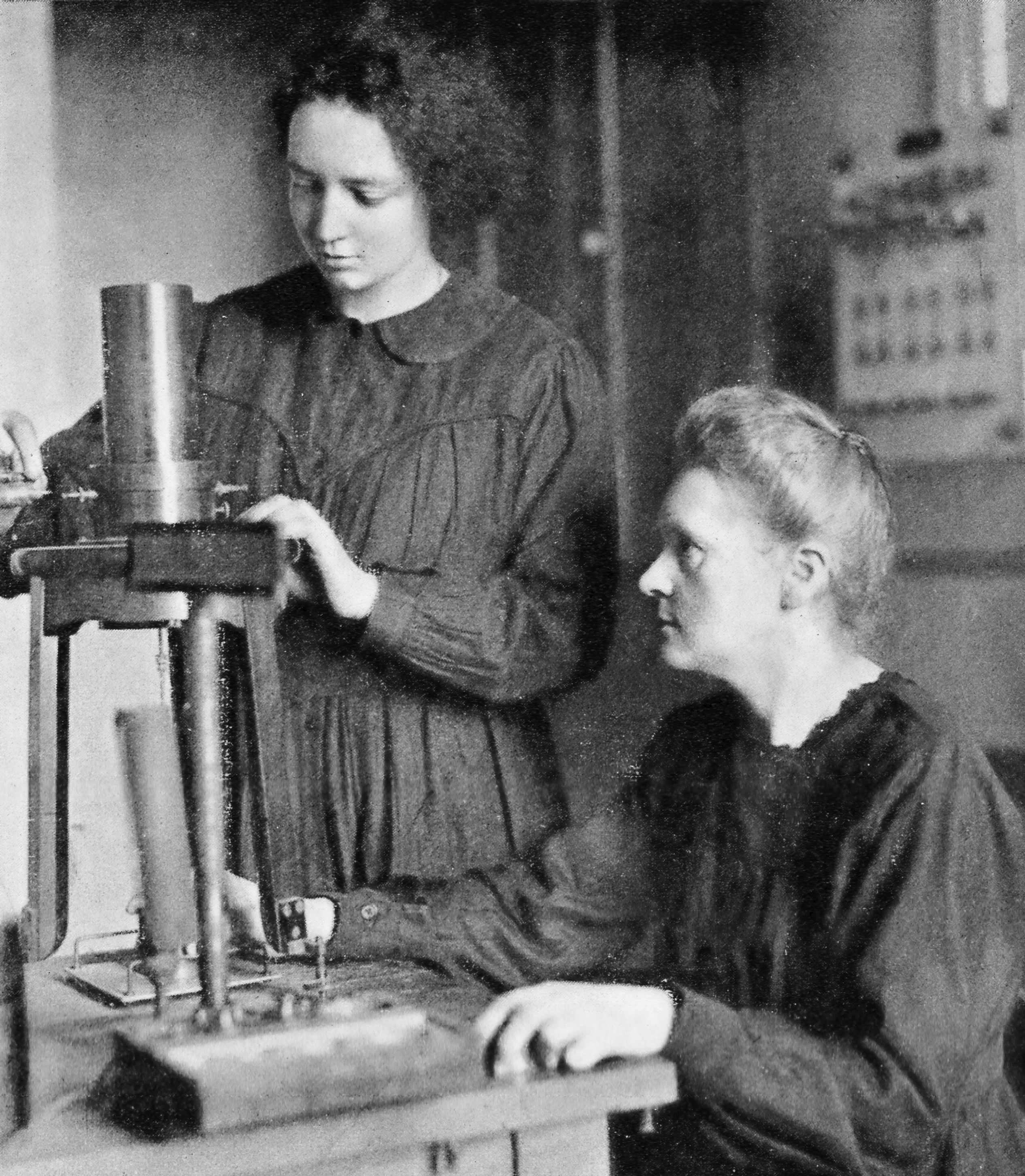
Irene và Marie Curie, năm 1925

Năm 1934, mẹ của bà - bà Marie mất vì bệnh suy tuỷ xương (hay còn gọi là thiếu máu bất sản - gây nên bởi sự tiếp xúc với tia xạ mà không được bảo hộ phù hợp). Năm 1935, Frédéric và Irène Joliot-Curie cùng nhau đạt giải Nobel Hóa học. Họ bắt đầu làm việc cho dự án bom nguyên tử của Pháp từ năm 1939 (họ cùng nhau nhận được bằng sáng chế cho công trình này). Dự án bom nguyên tử này của Pháp là dự án tiên tiến nhất về bom nguyên tử trước Chiến tranh thế giới thứ hai cho đến khi người Mỹ, với dự án Manhattan khổng lồ chiếm mất vị trí này.
Năm 1936, Irène Joliot-Curie là thành viên chính phủ của Mặt trận Bình dân, kiêm thư ký của chính phủ về phát minh khoa học.
Năm 1937, bà trở thành phó tiến sĩ và sau đó là giảng viên tại Phân viện khoa học tại Paris. Năm 1939, bà được nhận huân chương Bắc đẩu bội tinh. Năm 1946, bà trở thành viện trưởng của học viện Radium, kế tục người tiền nhiệm là André Debierne. Bà tham gia thành lập Viện Năng lượng hạt nhân CEA. Tại đây, bà giữ chức ủy viên trong vòng sáu năm. Bà nhận chức danh giáo sư về vật lý tổng hợp và về các quá trình phóng xạ từng được giữ trước đó bởi mẹ của bà là Marie Curie. Bà nhận Giải thưởng Hòa bình quốc tế của Ủy ban quốc tế về Hòa bình năm 1950.
Irène Joliot-Curie qua đời ngày 17 tháng 3 năm 1956 tại Paris vì căn bệnh bạch cầu do ảnh hưởng từ các phản ứng phóng xạ với chất poloni mà bà đã thực hiện trong quá trình làm việc. Hai năm sau đó, chồng bà cũng mất vì bệnh gan vào ngày 14 tháng 8 năm 1958.

## Sách của Irène Joliot-Curie
- Opfell, Olga S. (1978). The Lady Laureates: Women Who have Won the Nobel Prize. Metuchen,N.J. & London: Scarecrow Press. tr. 165–182. ISBN 0810811618.